# Irie Tomohiro
Tomohiro Irie (sinh ngày 14 tháng 11 năm 1973) là một cầu thủ bóng đá người Nhật Bản.

## Sự nghiệp câu lạc bộ
Tomohiro Irie đã từng chơi cho Yokohama Flügels.